# Niagara (paquebot, 1912)
Pour les articles homonymes, voir Niagara.
Le RMS Niagara est un paquebot transpacifique à vapeur, un Royal Mail Ship et un cargo réfrigéré. Il est mis à l'eau en 1912 en Écosse et coulé en 1940 par une mine au large des côtes de la Nouvelle-Zélande.
Son itinéraire régulier est Sydney-Vancouver via Auckland, Suva et Honolulu. Au cours de ses vingt-sept ans de carrière, il effectue 162 allers-retours entre l'Australie, la Nouvelle-Zélande et le Canada et parcourt près de 2 500 000 milles marins (4 630 000 km).
Le Niagara appartient d'abord à l'Union Steam Ship Company, compagnie néo-zélandaise (connue sous le nom de « Union Company »), puis à la Canadian-Australasian Line, qui appartient conjointement à l'Union Company et à la Canadian Pacific. Comme de nombreux navires de l'Union Company, il est immatriculé à Londres au Royaume-Uni.
Le Niagara est construit pour brûler du charbon ou du mazout. Il est le premier bateau à vapeur à mazout à être certifié pour le transport de passagers par la Commission du Commerce. Lorsqu'il est mis à l'eau, le Niagara est le plus grand navire marchand appartenant à une entreprise néo-zélandaise. En 1914 et 1915, il établit un certain nombre de records de vitesse relatifs à la traversée de la mer de Tasman.
En 1918, le Niagara contribue à la propagation de la grippe espagnole en Nouvelle-Zélande.
Lorsqu'il est coulé en 1940, le Niagara transporte environ 8,5 tonnes de lingots d'or. Les plongeurs récupèrent 555 lingots en 1941, et trente autres en 1953, mais cinq lingots d'or sont toujours portés disparus.
La soute du Niagara était remplie de mazout lorsqu'il coule. Depuis, du mazout lourd s'échappe de ses réservoirs et cause des dommages environnementaux dans et autour du golfe de Hauraki (Nouvelle-Zélande). Il reste du mazout dans son épave et l’ampleur de la menace environnementale qu’il peut poser continue à faire l’objet de débats.

## Construction
John Brown & Company construit le Niagara à Clydebank (Glasgow), en Écosse. Laura Borden, épouse du Premier ministre du Canada Robert Borden, le lance le 17 août 1912,. Le Niagara est achevé en mars 1913. Il fait 159,9 mètres (524,61 pi) de long, son maître-bau est de 20,2 mètres (66,27 pi) et son tonnage est de 13 415 tjb (7 582 tonneaux en jaune nette).
Certaines cales du Niagara sont réfrigérées pour les marchandises périssables. À sa construction, sa cale numéro une, située à l'avant, n'est pas réfrigérée.
À ses débuts, le Niagara est le plus grand navire de la flotte de l'Union Company et le plus grand navire appartenant à une société néo-zélandaise.
Avant son lancement, le Niagara est surnommé le « Titanic du Pacifique ». Après le naufrage du RMS Titanic en avril 1912, son surnom est changé en The Queen of the Pacific[réf. nécessaire] (« la reine du Pacifique »).

### Propulsion
Le Niagara possède trois hélices. Ses hélices bâbord et tribord sont chacune entraînées par une machine à vapeur à quatre cylindres et à triple expansion. La vapeur d'échappement du cylindre basse pression de chacun de ces moteurs alimente une turbine à vapeur basse pression Parsons qui entraîne l'hélice centrale.
La combinaison de trois hélices, des deux moteurs à pistons et de la turbine basse pression a été mise au point sur le paquebot réfrigéré Otaki de la New Zealand Shipping Company, lancé en 1908. La même société a ensuite commandé un paquebot avec une combinaison similaire, le Rotorua, qui a été lancé en 1910. Les géants de la classe Olympic et plusieurs autres paquebots de passagers ont également été construits avec des « machines combinées » similaires. Cela offre une meilleure économie de carburant et une meilleure vitesse qu'une propulsion basée uniquement sur des moteurs à pistons, et plus de flexibilité qu'une propulsion avec une turbine classique.

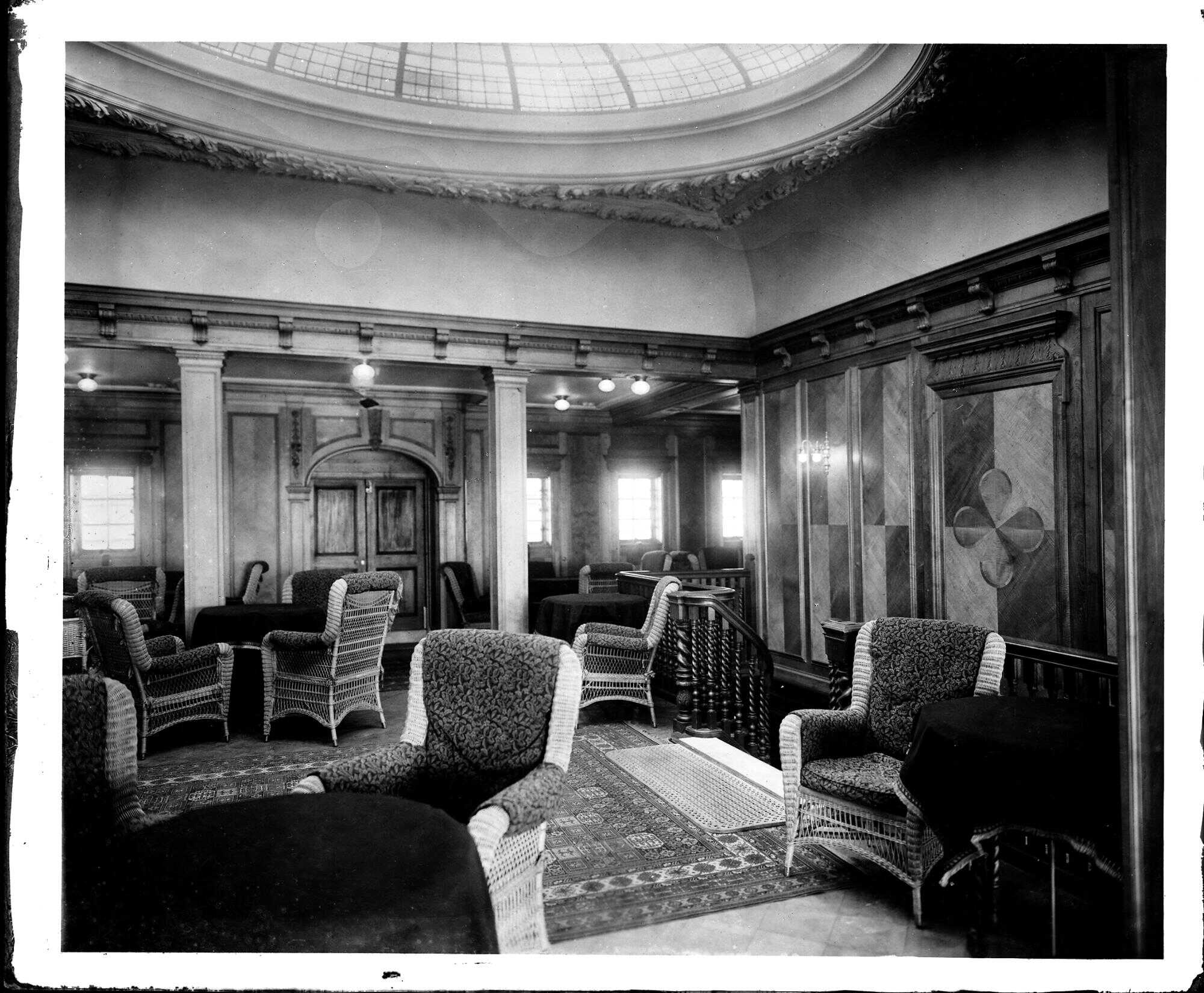
Le fumoir de première classe du Niagara en 1913

Le Niagara possède deux chaudières à double flux (chargement du charbon/mazout par les deux extrémités) et six à simple flux. Ces huit chaudières, chauffées par quarante foyers, fournissent de la vapeur à une pression de 15 bar aux cylindres haute pression de ses moteurs à triple expansion. Quatre de ses huit chaudières sont équipées pour brûler du charbon ou du mazout,,. Lors de son voyage inaugural, du charbon est brûlé.
Le Niagara est le premier navire à vapeur au mazout à être certifié par la Commission du Commerce pour le transport de passagers. Le mazout est à la fois un carburant plus efficace et pouvait être transbordé plus rapidement. En 1913, il pouvait falloir une semaine pour remplir avec du charbon la soute d'un gros paquebot pour effectuer le voyage Sydney-Vancouver, et cela devait de nouveau ̩être fait à Vancouver pour effectuer le voyage retour. Les réservoirs de carburant du Niagara ont une capacité de 5 080 t de mazout, et on peut transborder suffisamment de mazout pour faire 15 000 milles marins (27 780 km), soit l'aller-retour Sydney-Vancouver, en seulement trente heures. C'était une économie précieuse en temps et en frais de port.

### Hébergement

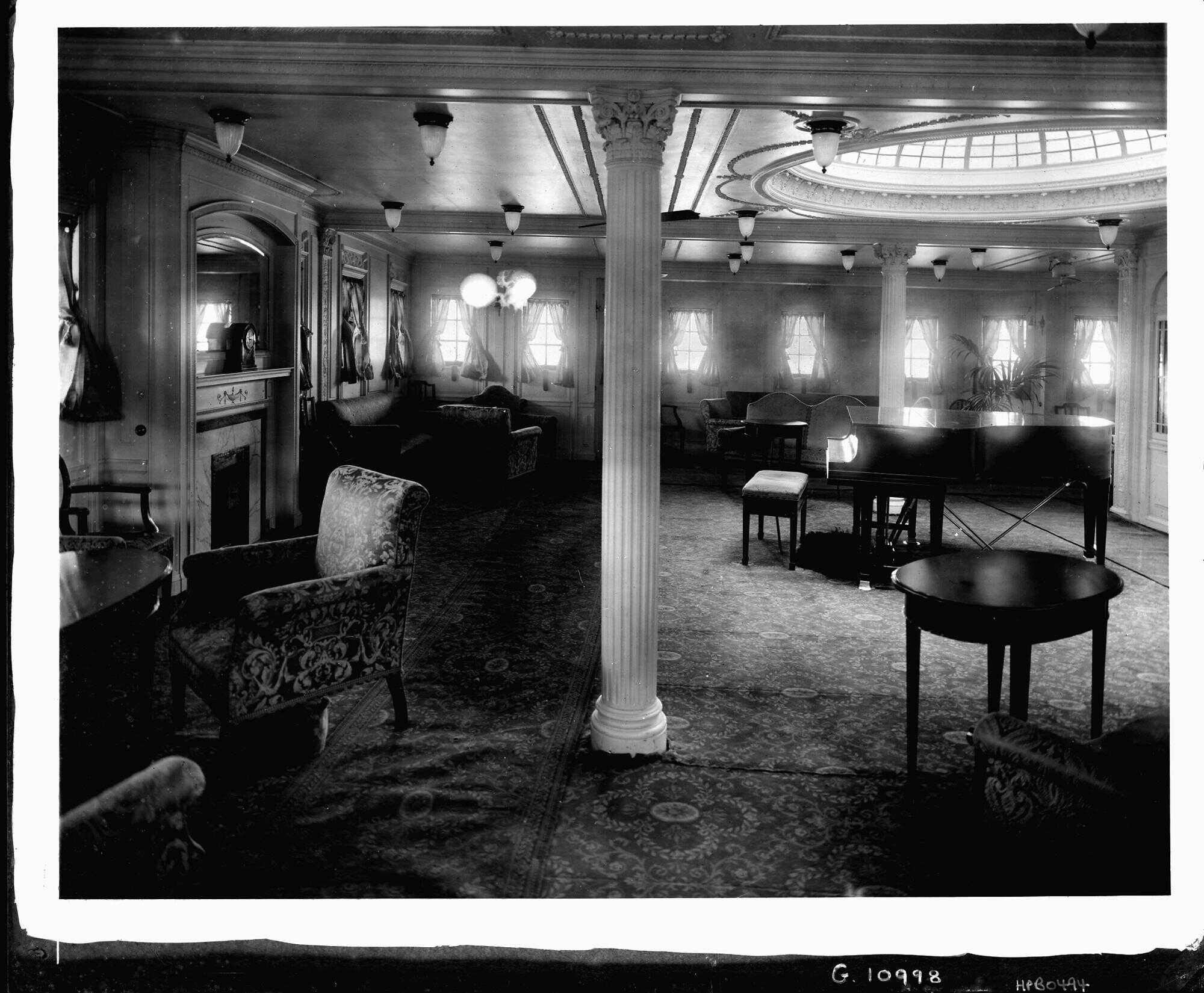
Salle de musique de la première classe du Niagara en 1913

Le Niagara est construit avec des couchettes pour 281 passagers de première classe, 210 de deuxième classe et 176 de troisième classe. Son hébergement de première classe est au milieu du navire, réparti sur ses ponts principal, supérieur, abri et promenade et comprend deux cabines de luxe, chacune avec sa propre salle de bain. Son hébergement de deuxième classe est à l'arrière, et son hébergement de troisième classe est dans la partie avant du navire.
Une grande partie de la décoration intérieure du Niagara est de style historicisme. L'une de ses cabines de luxe de première classe est de style Louis XIV. Son autre cabine de luxe et sa salle de musique de première classe sont de style Adam. Sa salle à manger, son salon et sa bibliothèque de première classe, ainsi que ses salles de musique et fumoirs de seconde classe sont tous de style Louis XVI. Sa salle à manger de deuxième classe est de style géorgien. Les plafonds de la salle à manger de première classe et du fumoir ont chacun une lucarne en forme de dôme. The Daily Telegraph de Sydney a qualifié le Niagara de « magnifique paquebot ».
Le Niagara possède son propre hôpital. Consciente des nombreuses pertes en vies humaines sur le RMS Titanic en avril 1912, l'Union Company souligne que Niagara a suffisamment de canots de sauvetage pour tous ses passagers et membres d'équipage. Il transporte également une vedette à vapeur.

## Sister-ship

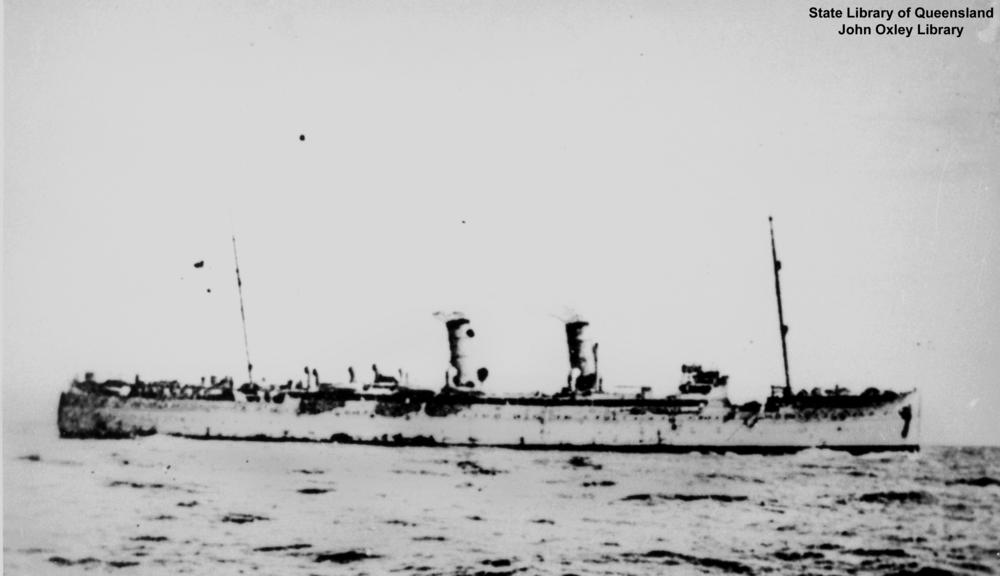
Le sister-ship du Niagara, le.

Fin 1913, l'Union Company commande un sister-ship pour le Niagara à la Fairfield Shipbuilding and Engineering Company de Govan (Glasgow), en Écosse. Cela doit être un navire jumeau mais il est 9 m (30 pieds) plus long et possède un plus grand tonnage. Contrairement au Niagara, le nouveau navire est propulsé entièrement par des turbines et n'a que deux hélices. Il est lancé le 30 juin 1915 sous le nom d'Aotearoa,, le nom maori de l'île du Nord.
L'Amirauté réquisitionne l'Aotearoa et le renomme HMS Avenger. Il est achevé le 14 décembre 1915 et est considéré comme croiseur marchand armé. Un U-boot le torpille et le coule en 1917.

## Mise en service

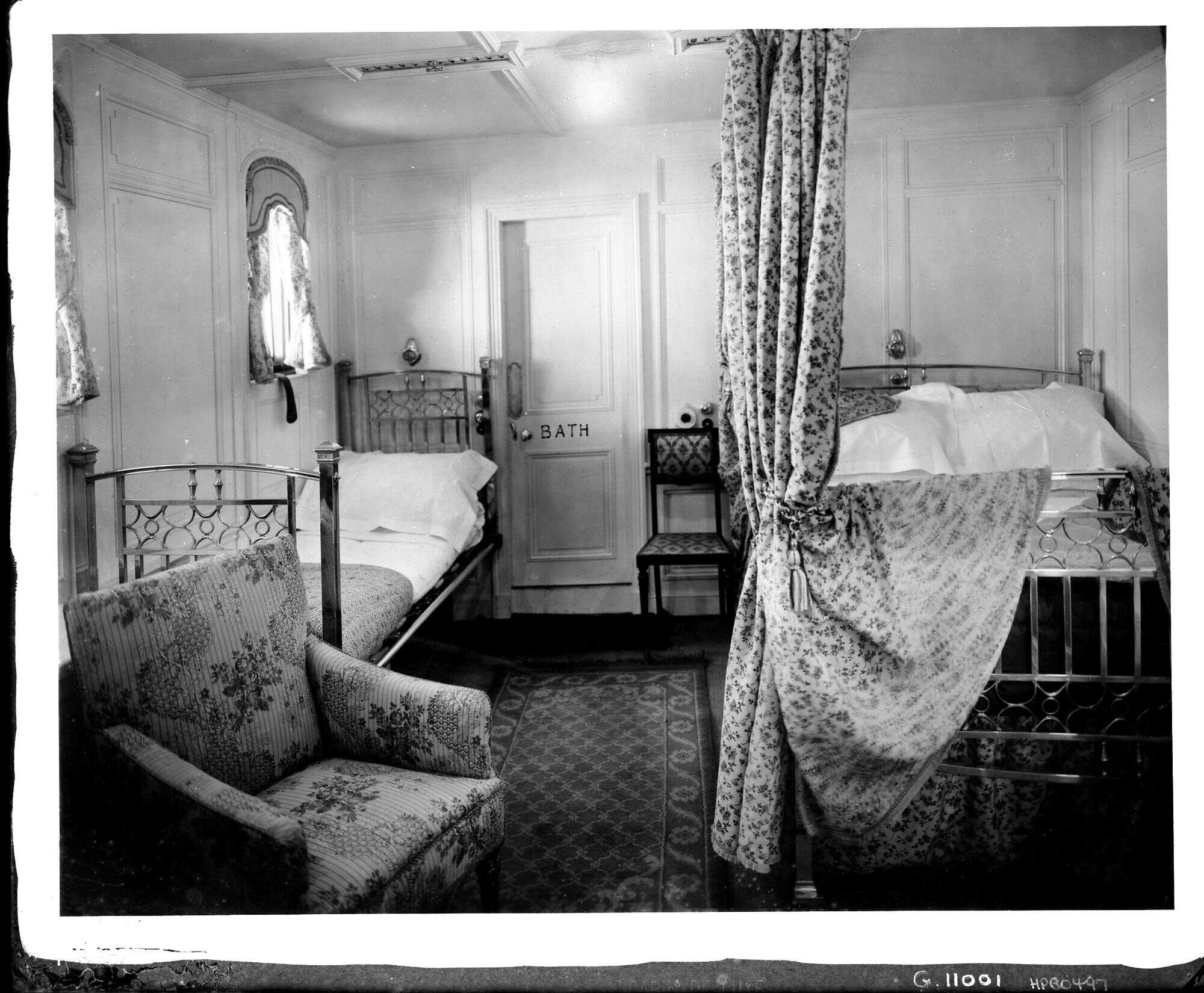
L'une des deux cabines de luxe de première classe du Niagara en 1913

L'Union Company est basée en Nouvelle-Zélande mais elle immatricule ses navires à Londres. De nombreux membres de son équipage sont australiens, et ils sont employés sous des contrats de travail australiens.
Le Niagara est construit pour le service transpacifique de l'Union Company entre l'Australie et Vancouver via la Nouvelle-Zélande, Fidji et Hawaï. Il est officieusement appelé la All-Red Line, comme le réseau de câbles télégraphiques du même nom.
Cependant, son voyage inaugural est sa livraison depuis l'Écosse vers l'Australie. Il navigue de Glasgow, via Plymouth, Durban et Melbourne, à Sydney,. Il atteint Melbourne le 22 avril 1913 et Sydney le 24 avril.
Lorsque le Niagara atteint Melbourne, l'Auckland Star le considère comme «un navire insubmersible» et le loue comme «l'un des paquebots les plus somptueux et les plus modernes vus en Australie». Lorsqu'il arrive à Auckland quinze jours plus tard, l'Auckland Star déclare que son arrivée marque «une nouvelle époque dans la croissance du commerce transocéanique de la Nouvelle-Zélande». Soulignant sa grande capacité de chargement, le journal déclare: «Il ne peut manquer d'encourager le commerce entre la Nouvelle-Zélande et le Canada», et qu'il «contribuera inévitablement au grand travail de consolidation de l'Empire».
Le Niagara quitte Sydney le 5 mai lors de son premier voyage vers Vancouver. Il revient de Vancouver et atteint Auckland le 1er juillet 1913, après avoir parcouru les 6 330 milles marins (11 723,16 km) à une moyenne de 15,5 nœuds (28,7 km/h).

## Des records

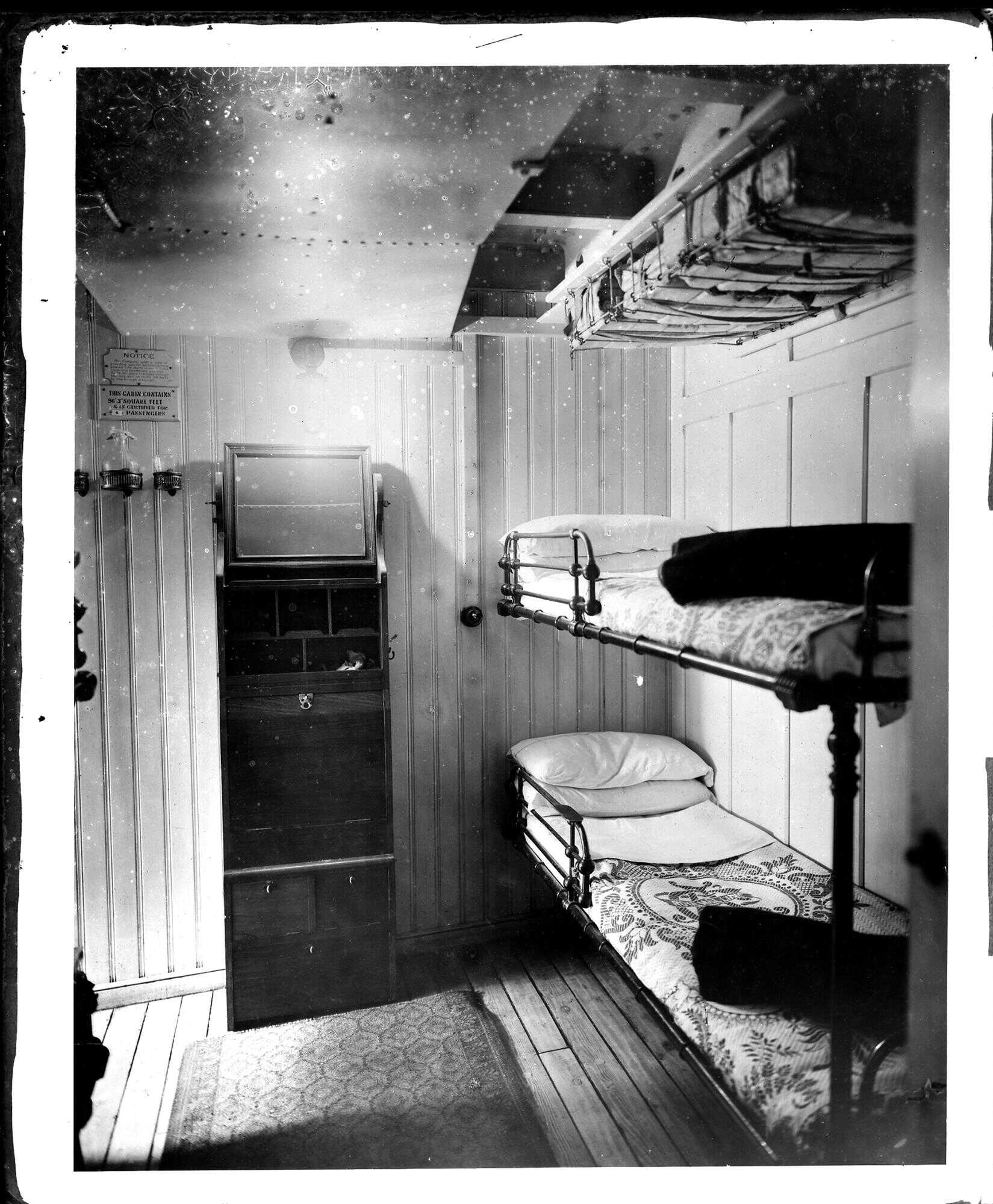
L'une des cabines de troisième classe du Niagara en 1913

En janvier 1914, le Niagara établit un record pour la traversée de la mer de Tasman. Malgré le premier jour un fort vent de nord-est, il effectue le voyage Sydney-Auckland en trois jours et deux heures et demie, ce qui bat le record précédent de quatre heures. Son capitaine, le capitaine Morrisby, déclare qu'il a maintenu une vitesse d'environ 17,5 nœuds (32,4 km/h) et a parfois avoir atteint 18 nœuds (33 km/h). En juillet 1914, le Niagara bat son propre record avec une traversée de Sydney à Auckland en trois jours et une demi-heure.
En mai 1915, le Niagara établit un nouveau record en direction de l'ouest à travers la mer de Tasman en naviguant d'Auckland à Sydney en trois jours et 23 minutes. Ce record tient jusqu'en 1931.
En plus de battre des records de vitesse australasiens, le Niagara acquiert une réputation de fiabilité et de stabilité par tous temps.

## Première Guerre mondiale
Le 28 juillet 1914, la Première Guerre mondiale éclate. Le 15 août, le Niagara et un autre paquebot de l'Union Company, le SS Marama, sont retenus pendant quelques jours à Honolulu parce qu'on signale que le croiseur allemand SMS Leipzig est proche de la côte de la Colombie-Britannique. Pendant la guerre, le Niagara navigue sans lumière, et varie sa route et sa vitesse en réponse aux observations rapportées des navires de guerre allemands.
En mars 1915, en route de Sydney vers Auckland, le Niagara perd une pale de son hélice centrale. Cela déséquilibre l'hélice, ce qui endommage à la fois son arbre d'hélice central et son roulement. Ses ingénieurs arrêtent la turbine et il atteint Auckland le 22 mars avec une vitesse de 15 nœuds (28 km/h) en utilisant uniquement ses hélices bâbord et tribord, toutes deux entraînées par les moteurs à triple expansion.

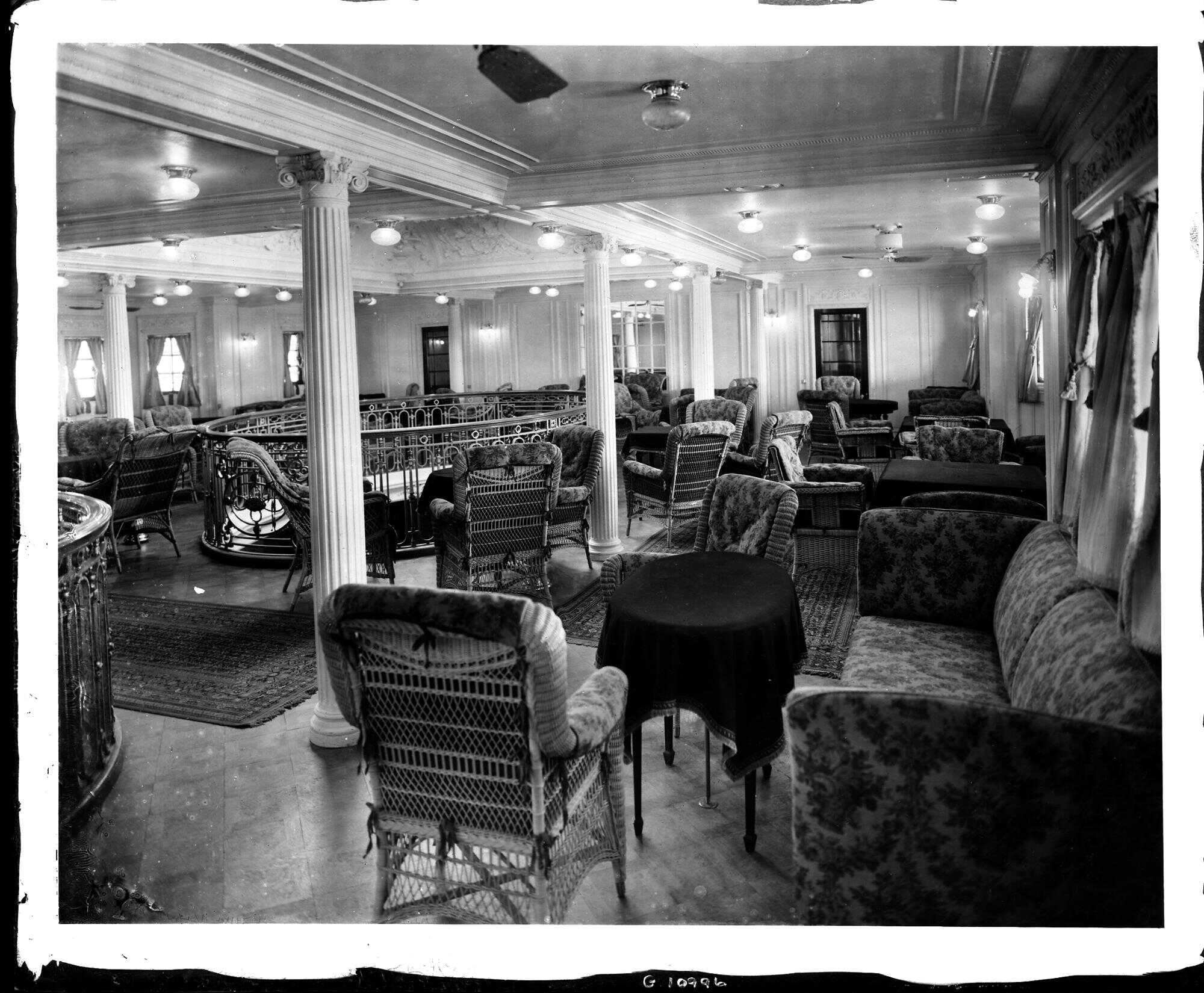
' fumoir de première classe de Niagara en 1913

Le Niagara transportait un arbre d'hélice et une hélice de rechange. Il est mis en cale sèche à Calliope Dock, où son arbre d'hélice endommagé et son hélice sont retirés et des pièces de rechange installées. Les ingénieurs travaillent 24 heures sur 24 et terminent la réparation en 40 heures, permettant au Niagara de quitter le quai le 26 mars et de revenir en service. À l'époque, le Niagara était le plus gros navire à avoir été mis en cale sèche en Nouvelle-Zélande. Il n'y a que 300 mm (12 pouces) de dégagement avant et arrière et 254 mm (10 pouces) de chaque côté une fois le bateau installé dans la cale sèche de Calliope Dock.
En mai 1915, la sécurité de guerre à bord du Niagara est renforcée. La police, les douanes et les autorités militaires de Sydney fouillent minutieusement le navire et tous les bagages. Ils interrogent tous les membres d'équipage et les passagers avant de les autoriser à monter à bord. La sécurité à Auckland est également renforcée.
En décembre 1915, il y a une pénurie de marins marchands à Sydney et les navires, y compris le Niagara, ont du mal à en trouver suffisamment pour constituer un effectif complet. Cependant la pénurie est plus forte pour les soutiers et chauffeurs, ce qui affecte moins le Niagara parce qu'il brûle du mazout au lieu de charbon.
En mars 1918, il est signalé qu'à un moment donné de la guerre, le croiseur auxiliaire allemand SMS Wolf a failli intercepter à deux reprises le Niagara. Le rapport n'indique pas quand l'un ou l'autre des incidents s'est produit. Plus tard, on a prétendu que l'hydravion du Wolf avait aperçu le Niagara mais que le paquebot avait distancé le Wolf. Le Wolf échappe également à la capture et retourne en Allemagne en février 1918.

## Grippe espagnole

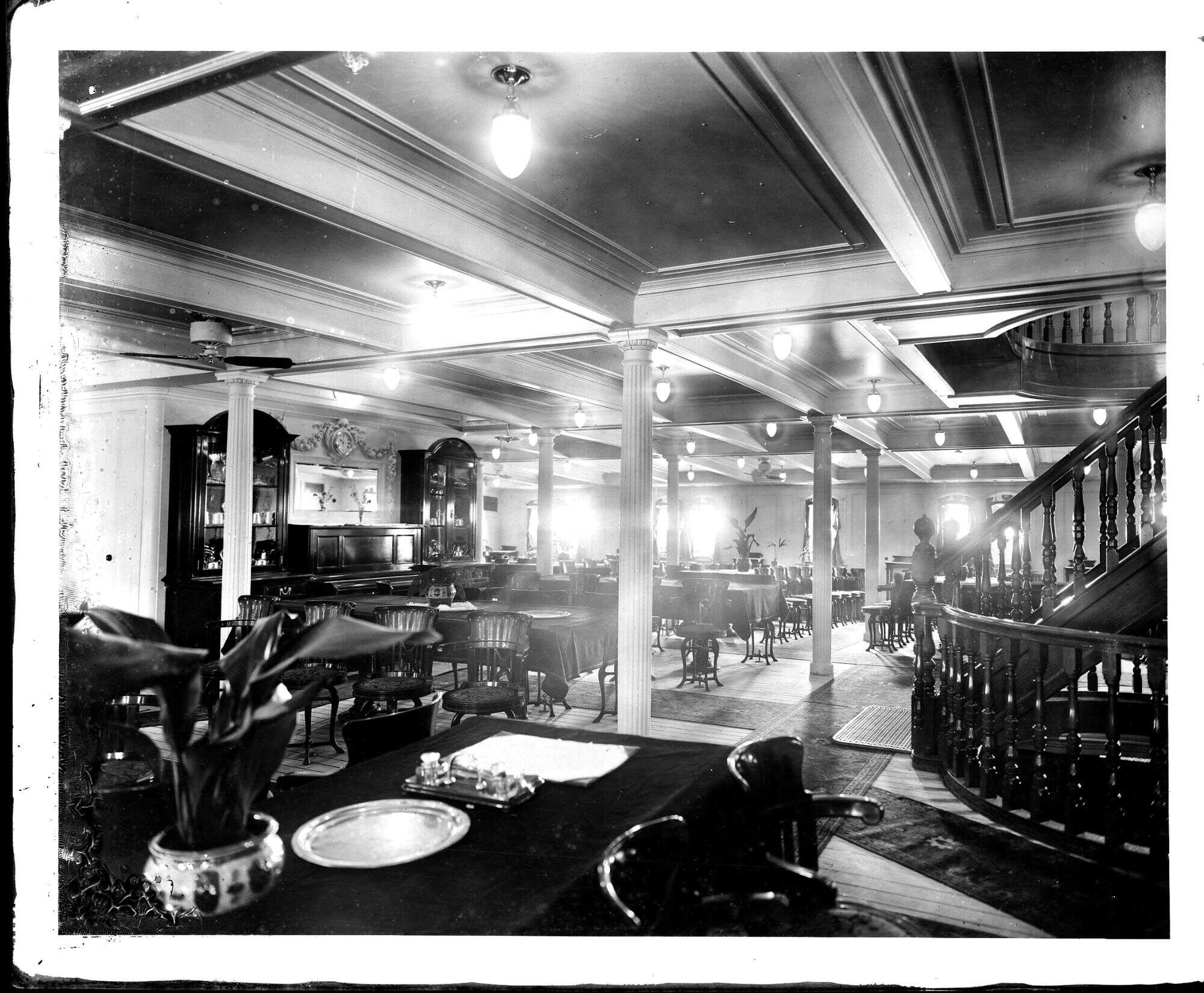
Salle à manger de la seconde classe du Niagara en 1913

En octobre 1918, la grippe espagnole éclate à bord du Niagara lors d'un voyage de Vancouver à Auckland. Il quitte Vancouver le 21 septembre et arrive à Honolulu dix jours plus tard. Le jour suivant, il quitte Honolulu et juste après, ses intendants commencent à tomber malades. Il atteint Suva quatre jours après avoir quitté Honolulu, aux environs du 5 octobre. À ce moment-là, il y a environ 50 ou 60 cas. Le médecin de bord, le Dr Latchmore, tombe malade et deux passagers, les Drs Mackenzie et Barnett, prennent le relais.
Après que Niagara ait quitté Suva, les passagers et les membres de l'équipage commencent également à tomber malades. Il y a tellement de personnes infectés que des passagères sont recrutées comme intendantes bénévoles. L'hôpital du Niagara ne compte qu'environ 10 lits. Le Dr Mackenzie déclarera plus tard que l'épidémie avait atteint «pratiquement toutes les parties du navire» et que peu de choses avaient été faites pour isoler les malades. Il déclare également que les quartiers de son équipage étaient «très encombrés» et que «leur état était très misérable quand nous avions tant d'hommes malades avec cette chaleur tropicale».
Le 11 octobre, un patient à bord du Niagara décède d'une pneumonie bronchique. À ce moment-là, plus de 100 membres de son équipage sont infectés et 25 cas sont décrits comme nécessitant un transfert à l'hôpital. Cependant, le Dr Mackenzie estime que l'éclosion est une «grippe ordinaire». Un cas s'est compliqué par une pneumonie mais Mackenzie l'attribue au fait que ce patient avait subi une attaque au gaz toxique pendant la guerre.

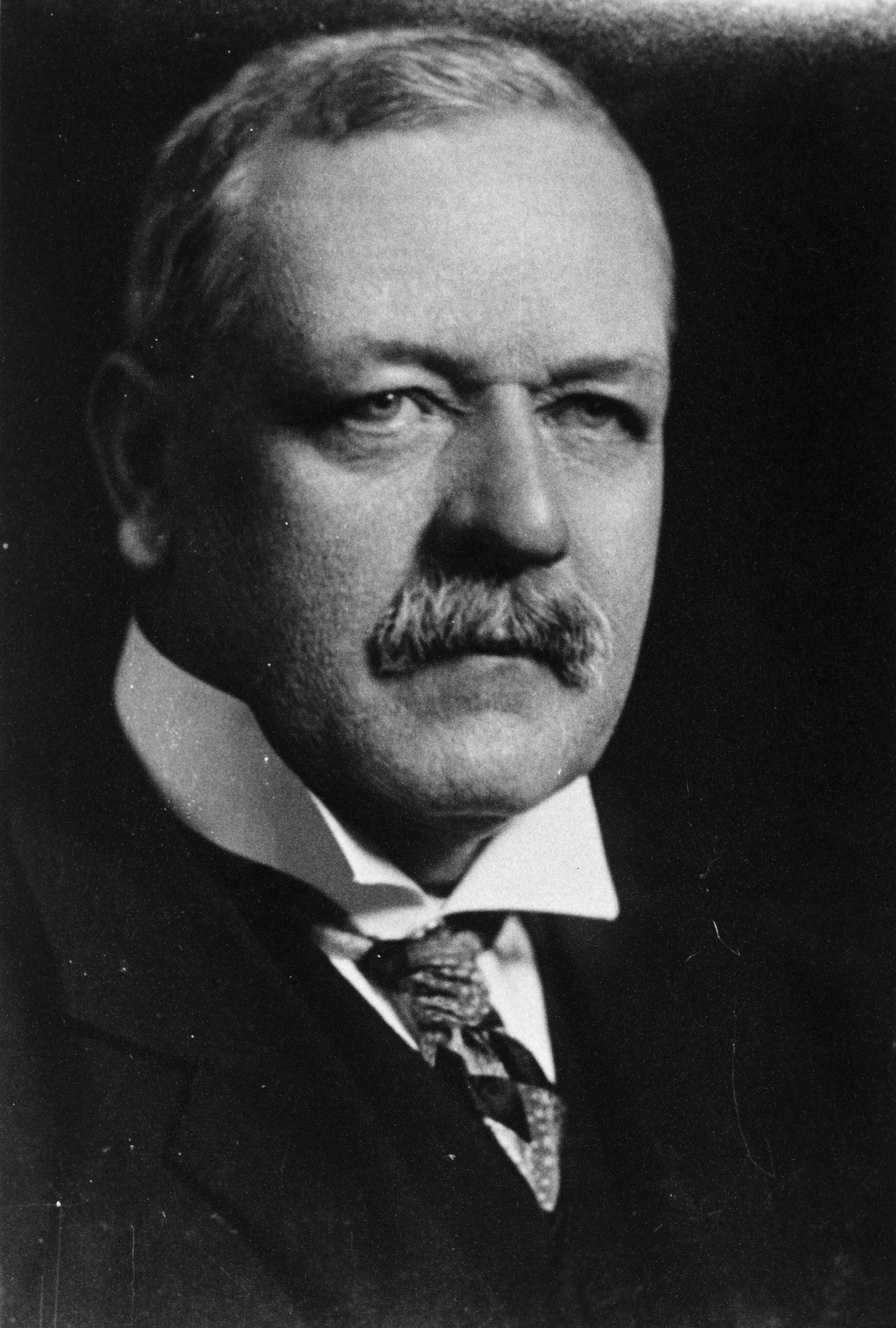
GW Russell, ministre néo-zélandais de la Santé lorsque la grippe espagnole éclate à bord du Niagara

Le 12 octobre, le ministre de la santé néo-zélandais, George Warren Russell, déclare au gouverneur général de Nouvelle-Zélande, le comte de Liverpool, que la grippe espagnole n'est pas une maladie à déclaration obligatoire et qu'il ne peut donc pas mettre en quarantaine le Niagara à moins que le gouverneur général ne délivre une proclamation à cet effet. Plus tard ce jour-là, le Niagara accoste à Auckland. L'agent d'hygiène du port, le Dr CC Russell, monte à bord et examine les patients. Dr Russell convient avec Mackenzie que tous les cas de grippe sont de «simple grippes». Le Dr Russell examine le patient atteint de pneumonie et conclut que la complication n'est pas causée par la grippe espagnole.
Le 12 octobre, le Dr Hughes, l'agent de santé du district d'Auckland, envoie à GW Russell un télégramme l'informant qu'un patient grippal à bord du Niagara est décédé d'une pneumonie. GW Russell répond en lui disant de donner l'autorisation aux gens de débarquer du navire.

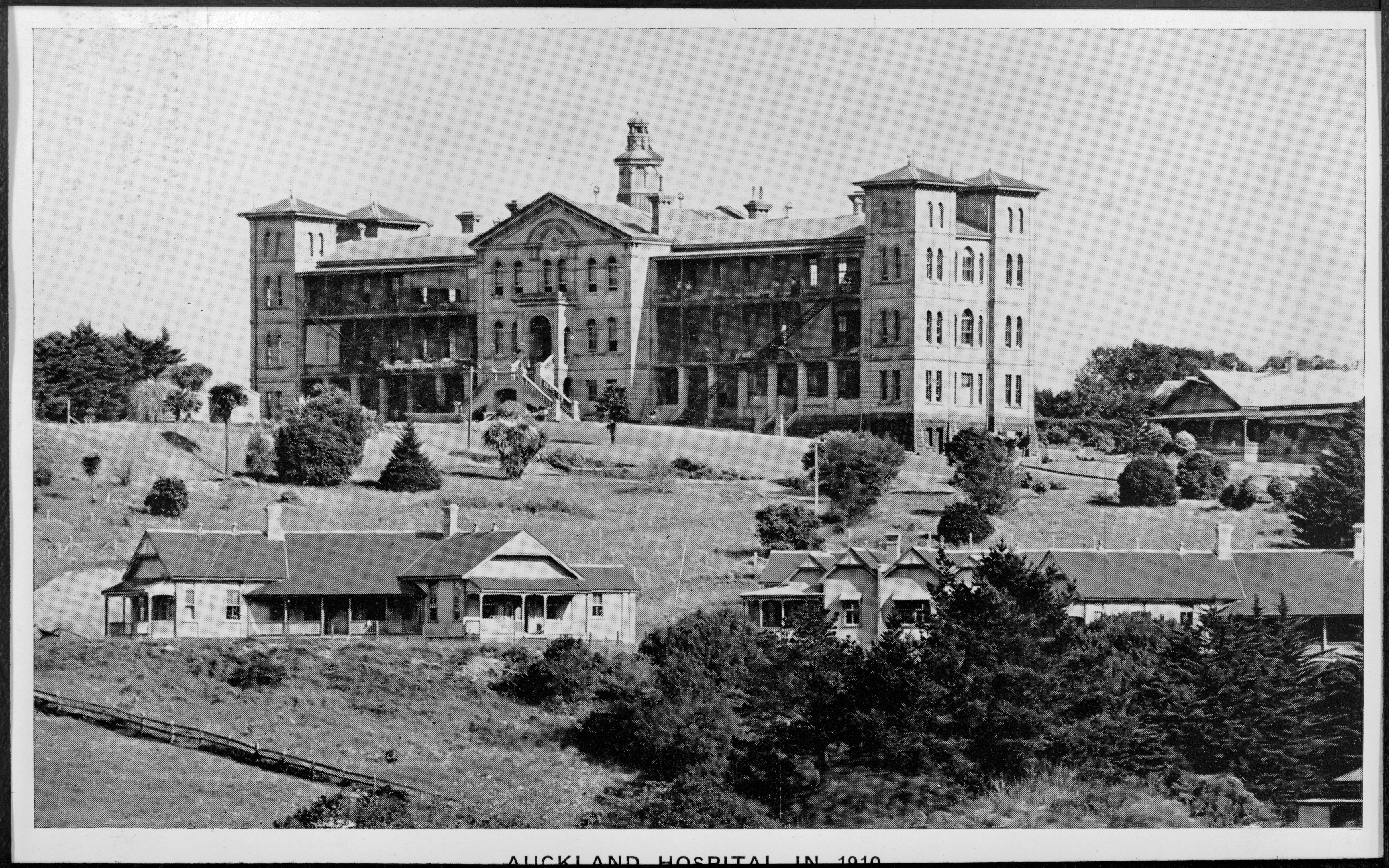
37 patients atteints de grippe espagnole sont transférés du Niagara à l'hôpital d'Auckland

Après l'accostage de Niagara, 28 patients sont transférés vers l'hôpital de la ville d'Auckland et 10 sont gardés à bord du navire pour être traités. 10 contractent une pneumonie, ce qui fait souvent suite à la grippe espagnole. Le fumoir de deuxième classe du Niagara et les cabines de deuxième classe sont convertis en hôpitaux temporaires.
Entre le 13 et le 21 octobre, neuf autres cas sont transférés du Niagara vers l'hôpital. Deux patients décèdent après avoir été transférés à l'hôpital. Un autre décède à bord du Niagara la veille de son départ d'Auckland. 160 des 180 infirmières de l'hôpital d'Auckland sont infectées et deux décèdent.
Lorsque le Niagara arrive à Sydney, 296 passagers et environ 200 membres d'équipage sont détenus pendant sept jours à la station de quarantaine de North Head. Environ 280 des passagers sont libérés de leur quarantaine le 1er novembre.
Parmi les passagers qui débarquent du Niagara à Auckland se trouvent le premier ministre néo-zélandais de l'époque, William Massey, et son ministre des Finances, Joseph Ward. Un journal allègue que la raison pour laquelle GW Russell n'a pas mis le navire en quarantaine était d'éviter de déranger les deux hommes d'État.
En novembre 1918, des députés de l'opposition à la Chambre des représentants de Nouvelle-Zélande critiquent la gestion par le gouvernement de l'épidémie de grippe espagnole. Peter Fraser remet en question la réponse de GW Russell à l'épidémie à bord du Niagara, et Harry Holland appelle à une commission d'enquête royale.
Le 25 janvier 1919, le Niagara est mis en quarantaine à Auckland à son arrivée de Sydney. Il y a un patient atteint de grippe bronchique, qui est transféré à la station de quarantaine sur l'île de Motuihe.

### Commission sur l'épidémie de grippe
En 1919, le gouverneur général de la Nouvelle-Zélande nomme une commission d'enquête sur l'épidémie de grippe. Son mandat comprend « toutes les questions liées à l'arrivée dans les eaux néo-zélandaises du SS Niagara et du SS Makura en ce qui concerne leur incidence sur l'introduction et l'extension de l'épidémie ». Le Makura (avec ses 8 075 tjb) est un autre navire de l'Union Company, et à l'époque, il est le colistier du Niagara sur la All-Red Line. Le Makura, contrairement au Niagara, a été mis en quarantaine. Trois de ses patients sont décédés.
Parmi les témoins qui témoignent devant la Commission figurent les Drs Hughes, Mackenzie et Russell, le Dr Maguire, surintendant médical de l'hôpital d'Auckland, et le Dr Milsom de la branche d'Auckland de la division néo-zélandaise de la British Medical Association. Le Dr Maguire déclare que l'hôpital n'a admis aucun cas de grippe « depuis quelques mois » avant l'arrivée du Niagara. Le Dr Milson déclare à la Commission que l'opinion de la BMA est que « le Niagara est la cause de l'épidémie » en Nouvelle-Zélande.
Cependant, avant l'arrivée du Niagara, il y a eu une épidémie près d'Auckland dans le camp militaire de Narrow Neck. Les premiers cas sont enregistrés le 30 septembre. Un médecin du camp déclare que le 10 octobre, il y a 169 cas, 39 cas graves et trois pneumoniques. Un autre déclare qu'il y en a 230 au 12 octobre. Il y a ensuite une accalmie jusqu'au 19 octobre, lorsque les cas à Narrow Neck augmentent de nouveau. Environ la moitié des cas à Narrow Neck qui sont diagnostiqués après le 19 octobre sont pneumoniques et à partir du 20 octobre, il y a des décès.

Le 13 mai 1919, la Commission publie un rapport intérimaire. Il conclut, entre autres : 

« Que, bien que ce dernier ne soit pas capable de le démontrer de manière absolue, les preuves qui précèdent soulèvent une très forte présomption qu'un facteur substantiel dans l'introduction de l'épidémie est l'arrivée à Auckland le 12 octobre du SS Niagara avec des patients infectés par la maladie épidémique. »

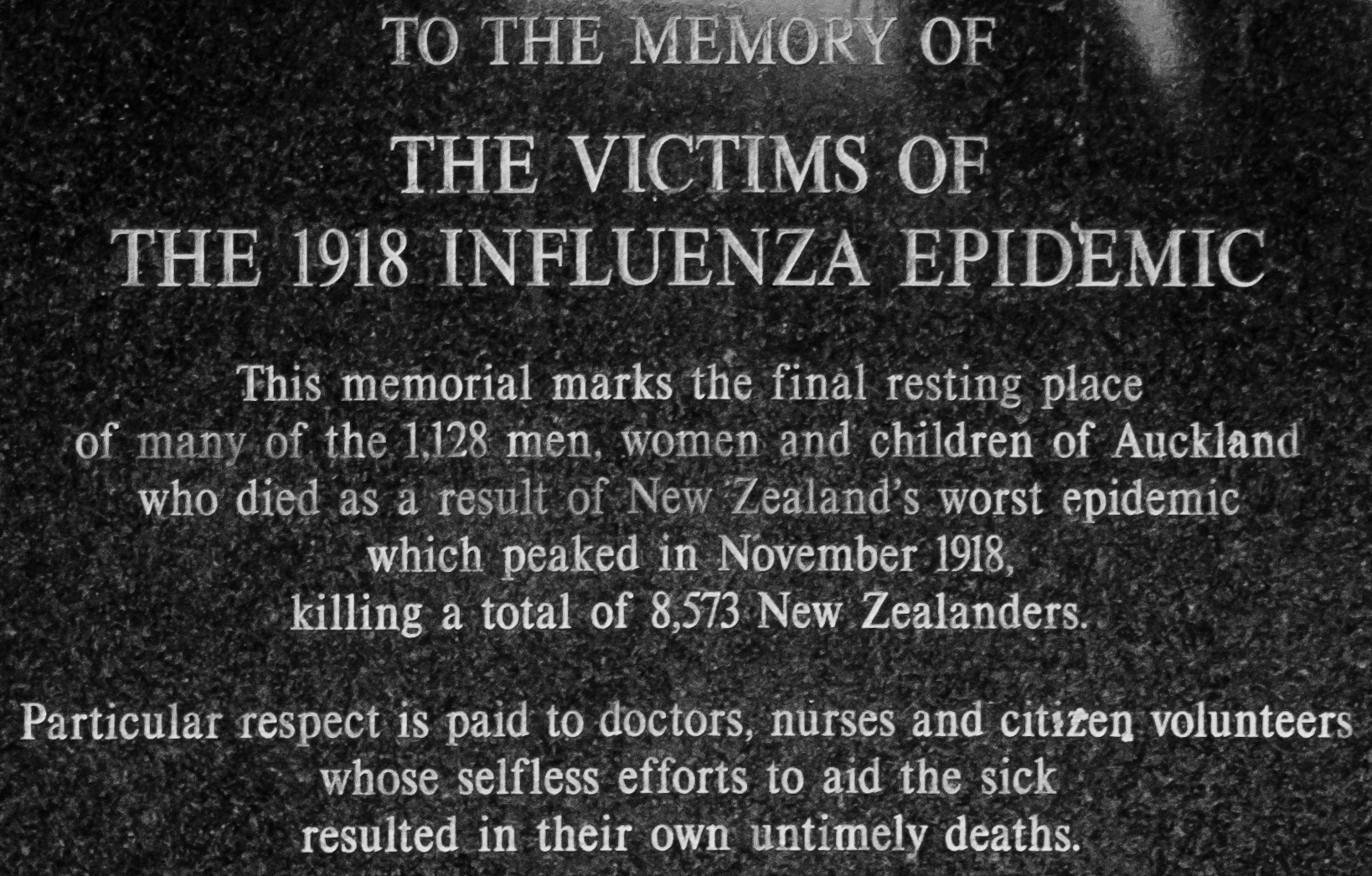
Inscription sur le monument aux victimes de l'épidémie de grippe espagnole au cimetière de Waikumete, Auckland

Le rapport disculpe Massey et Ward dans le fait d'avoir interféré avec la décision de ne pas mettre le navire en quarantaine, mais il critique le Dr Russell pour avoir accepté les diagnostics du Dr Mackenzie de « simple grippes » et G. W. Russell pour ne pas avoir mis en quarantaine le Niagara lorsque l'épidémie à son bord « a fait de lui une menace pour la santé de la ville » (d'Auckland).
Des preuves que les conditions de logement de l'équipage sur un certain nombre de navires étaient insalubres sont apportées à la Commission. W. T. Young, secrétaire général du Seamen's Union of Australia, soulève cette question auprès de l'Union Company, et la Commission indique que « nous avons été assurés que des améliorations considérables seraient apportées aux navires de cette compagnie ». Cependant, le rapport suggère que les pouvoirs et devoirs des agents d'hygiène du port ne vont pas assez loin et il appelle à «une procédure régulière de surveillance constante des conditions sanitaires et hygiéniques des quais et de la navigation».

## Aorangi

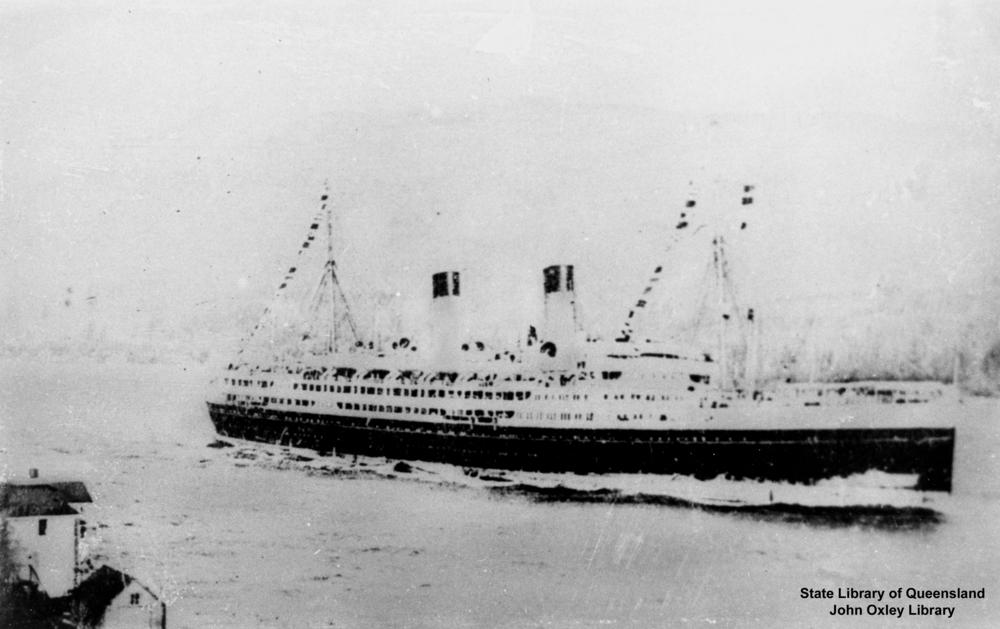
L' rejoint le Niagara sur la ligne All-Red en 1925

En 1920, l'Union Company relance son plan pour un nouveau paquebot pour partager la route transpacifique avec le Niagara. En juin, elle annonce que le nouveau navire sera propulsé par des turbines à vapeur avec des engrenages réducteurs comme le HMS Avenger, et capable d'atteindre 18 nœuds (33 km/h) comme le Niagara. Toutefois, le nouveau navire est considérablement plus grand: 18 000 tjb et plus de 180 m (600 pieds) de long. Cependant, dans les années 1920, les moteurs diesel marins progressent rapidement en taille et en puissance. Cela conduit l'Union Company à modifier ses plans et à commander un navire à moteur.
L'Aorangi est lancé en 1924 depuis l'Écosse et atteint Sydney le 3 mars 1925. Avec ses 17 491 tjb, il supplante le Niagara en tant que plus grand navire de la flotte de l'Union Company. À eux deux, le Niagara et l'Aorangi doivent assurer un service régulier avec des départs programmés de Sydney et de Vancouver toutes les quatre semaines.

## Incidents et sauvetages
En février 1923, un cyclone frappe le Niagara lors d'un voyage de Suva à Auckland. Un marin australien qualifié, William Kew, qui travaille sur le pont du bateau est emporté par-dessus bord et au moins un passager est blessé. Le Niagara fait demi-tour et cherche pendant deux heures Kew mais ne le retrouve pas. Le cyclone force le Niagara à se mettre à la cape pendant quelques heures, et il n'avance que très lentement pendant encore 24 heures.

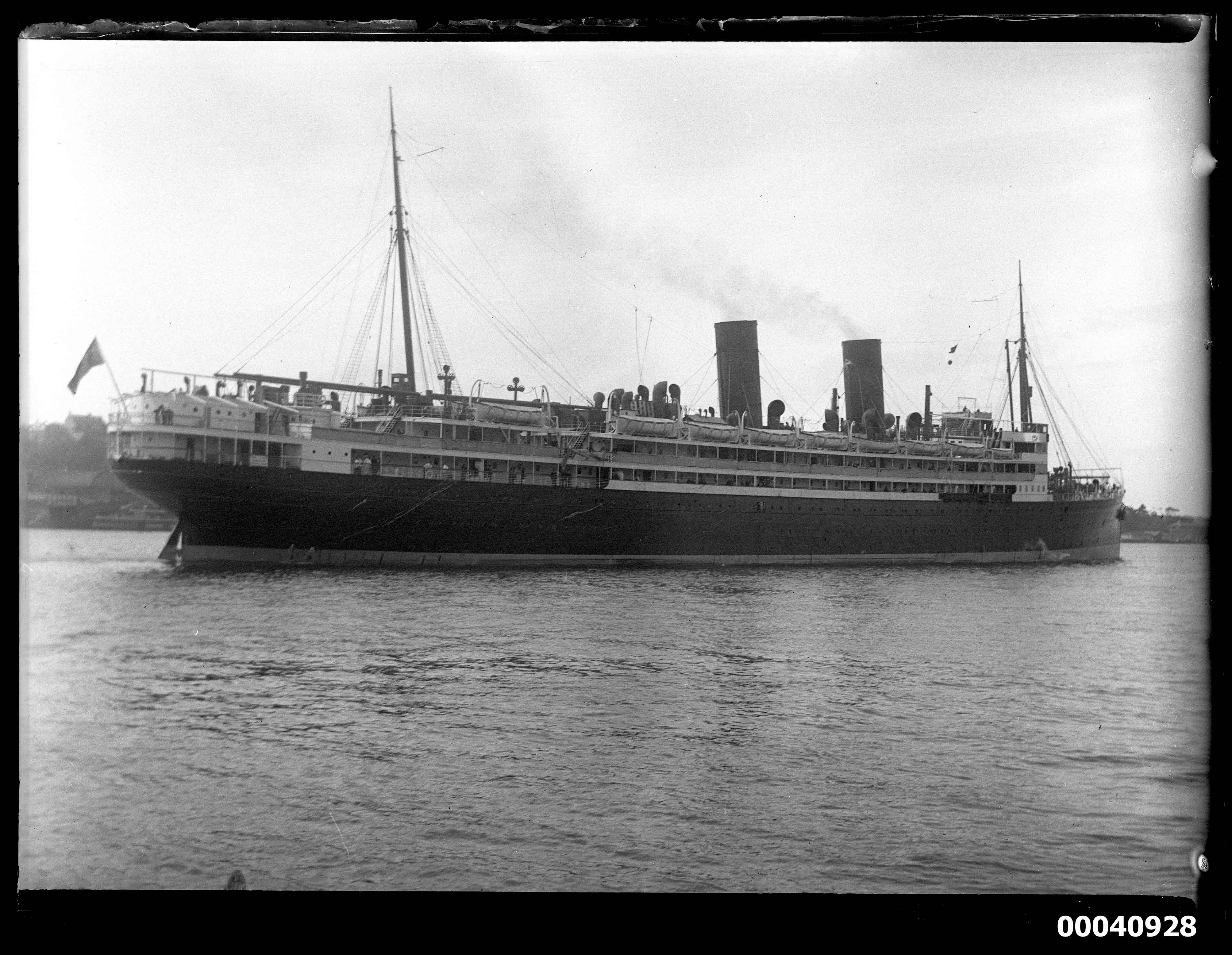
Le Niagara quittant Sydney en 1924

### Doris Crane
Le matin du 19 décembre 1927, la goélette à trois mâts Doris Crane navigue de l'île Fanning à San Francisco avec une cargaison de coprah lorsque le carburant de son moteur diesel auxiliaire prend feu. Son équipage combat l'incendie mais il se propage et son ingénieur meurt de brûlures. À 15 h 30, le 20 décembre, l'équipage abandonne le navire dans deux canots de sauvetage à environ 340 milles marins (629,68 km) au nord d'Hawaï.
Le Doris Crane n'a pas de transmission sans fil mais à 4 h 0 le 20 décembre les guetteurs du Niagara voient la lueur du feu à 20 milles marins (37,04 km) et le bateau change de cap pour aider. Au moment où le Niagara arrive, les canots de sauvetage se sont éloignés de la goélette en feu. Après trois heures de recherche, le Niagara trouve les deux bateaux. Il débarque cinq des survivants à Honolulu le 22 décembre et les neuf autres à Suva.

### Ika
Le 26 février 1928, le vedette de pêche Ika, longue de 12 m (38 pieds) subit une panne moteur entre l'île de Tiritiri et The Noises dans le golfe de Hauraki. Son équipage tente d'atteindre l'île Kawau à la voile mais la voile est emportée par le vent. Une mer agitée met sa coque à rude épreuve et son équipage ne fait qu'écoper constamment. Le bateau dérive pendant deux jours et deux nuits, moment auquel il est rempli à moitié d'eau.
Vers 19 h 55, le 28 février, l'équipage aperçoit le Niagara qui vient de quitter Auckland pour Sydney. Les pêcheurs allument des feus de Bengale, qui sont vus par le second officier du Niagara. Le Niagara change de cap et sauve les trois pêcheurs avec l'un de ses canots de sauvetage à environ 10 milles marins (18,52 km) au large des îles Hen et Chicken. L'Ika a dérivé d'environ 50 milles marins (92,6 km), et un vent de sud-ouest le pousse plus loin au large lorsque Niagara le rejoint.

### Quai de Vancouver
Le 30 janvier 1931, le Niagara entre en collision avec un quai en béton alors qu'il accoste dans le brouillard à Vancouver. Huit plaques d'acier de sa proue sont endommagées. Les réparations sont estimées à 1 500 £ et sont achevées à temps pour qu'il puisse commencer son voyage de retour dans les délais prévus. Après avoir atteint Sydney, le Niagara est mis en cale sèche à l'île Cockatoo le 2 mars pour des réparations supplémentaires.

### Roi Egbert
Dans la soirée du 17 juillet 1935, le cargo à moteur King Egbert de 4 535 tjb entre en collision, à cause du brouillard, avec le Niagara dans le détroit de Juan de Fuca, à environ 40 milles marins (74,08 km) au large de Victoria. Le Niagara venait de quitter Vancouver et parmi ses passagers, il y a le premier ministre australien, Joseph Lyons.
Les deux navires retournent au port pour enquête. La proue du roi Egbert est enfoncée et la coque du Niagara est endommagée au-dessus de la ligne de flottaison, du côté bâbord à l'avant, à la hauteur de sa cale numéro une,. Le commissaire recueille le témoignage des capitaines des deux navires et conclut que ni l'un ni l'autre n'est à blâmer. Le Niagara est mis en cale sèche à Esquimalt pour des réparations. Il revient au service le 1er août et atteint Auckland le 19 août.

### Explosion de feu d'artifice
Le 27 octobre 1937, le Niagara est amarré à un quai de Darling Harbour et 300 caisses de feux d'artifice sont chargées dans sa cale numéro deux lorsque l'une des caisses explose. Les dockers sont projetés en l'air, cinq sont blessés, un décède plus tard des suites de ses blessures et trois autres sont soignés à l'hôpital. Les fenêtres sont brisées à plus de 180 m (200 yards) de distance.
Les feux d'artifice, fabriqués en Chine, étaient arrivés sur le SS Nankin et étaient transbordés à Sydney pour être exportés vers les Fidji. Ils sont d'un type qui peut exploser par choc et ont été interdits en Nouvelle-Galles du Sud. Les autres caisses de feux d'artifice sont transportées au dépôt d'explosifs de Bantry Bay.

## Développements des communications sans fil
Lorsque le Niagara entre en service, il est équipé pour la télégraphie sans fil sur les longueurs d'onde de 300 et 600 mètres. Son signal d'appel (en) est le GBE.
En 1925, la compagnie Amalgamated Wireless construit pour lui un nouvel émetteur sans fil puissant à ondes courtes qui est installé lors de sa révision à Sydney de février à avril 1925. En avril et mai, le Niagara établit de nouveaux records de communications sans fil en transmettant et en recevant des signaux de et vers l'Australie et le Canada tout au long de son voyage vers Vancouver et retour. Pendant qu'il est amarré à Vancouver, il envoie un signal à Pennant Hills, en Nouvelle-Galles du Sud, et durant son voyage de retour de Vancouver, il réussit à transmettre des signaux sans fil de l'océan Pacifique à l'Angleterre. Il s'agit d'un nouveau record pour la compagnie Marconi, réalisé avec une puissance d'émission inférieure à un kilowatt.
En janvier 1928, alors que le Niagara traverse la mer de Tasman, il échange des signaux avec une station sans fil à Burnham-on-Sea en Angleterre. En 1925, le Niagara réussit à transmettre vers l'Angleterre de quelque part dans le Pacifique, mais cette dernière réalisation est revendiquée comme un nouveau record. Un nouveau service est inauguré. Il permet aux passagers d'envoyer des messages en Angleterre au coût de 11 penny australien par mot.

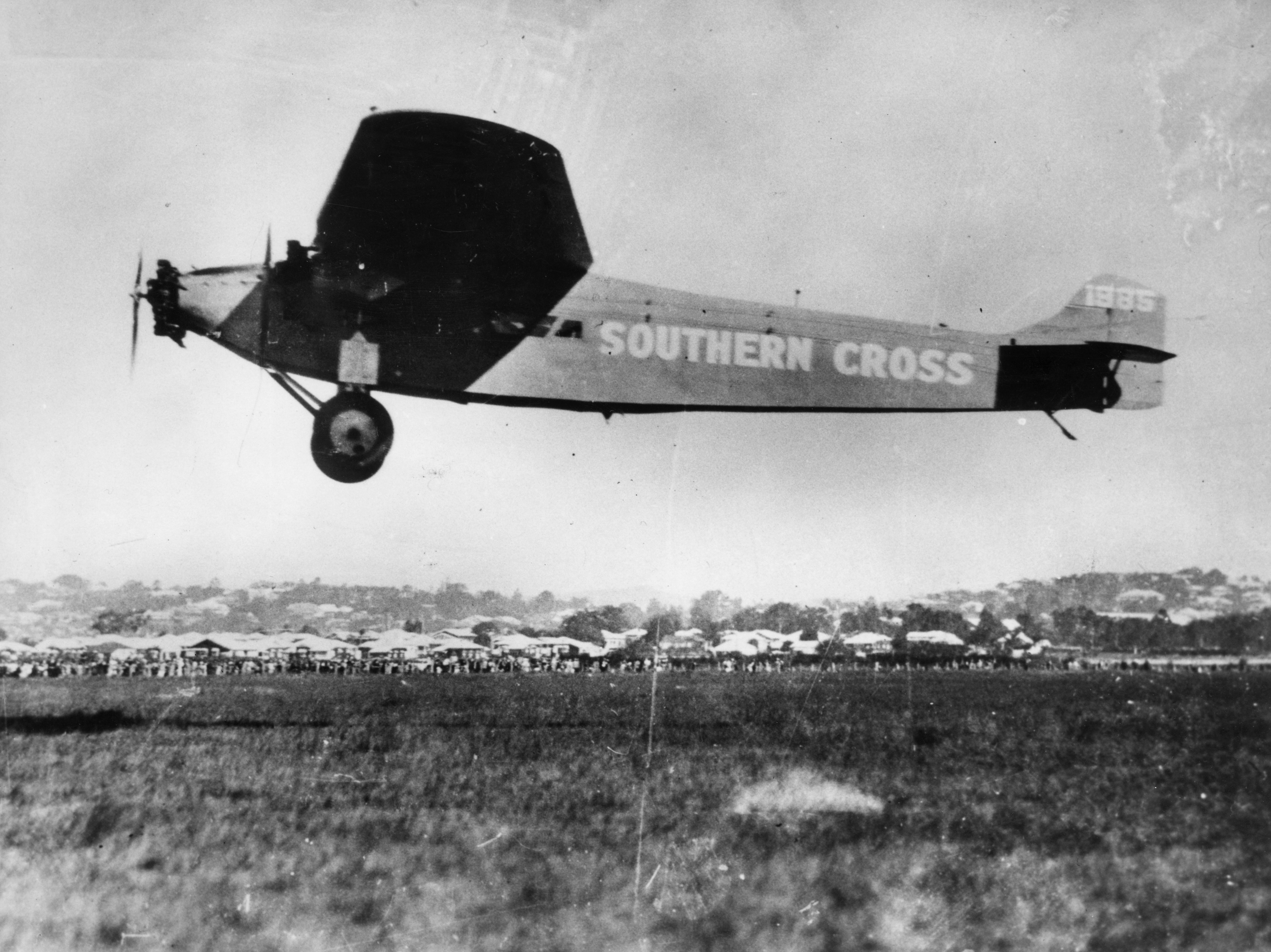
Le Southern Cross atterrissant à Brisbane.

Entre le 28 mai et le janvier 1928, l'avion Fokker F.VII Southern Cross effectue le premier vol au monde à travers le Pacifique: de la Californie via les Fidji et Hawaï vers le Queensland. Son équipage maintient, à chaque étape du vol et toutes les heures, un contact sans fil avec le Niagara.
En 1934, le nouvel indicatif d'appel sans fil GNXP remplace le code à lettres (en) JBSG du Niagara et son indicatif d'appel sans fil original.
En février 1936, le Département de la marine de Nouvelle-Zélande établit une balise radiogoniométrique sans fil sur l'île de Tiritiri et demande aux navires de l'aider à la tester. Le capitaine du Niagara recommande qu'une deuxième balise soit placée pour que les navires déterminent leur position par triangulation. Cependant, la balise de Tiritiri permet déjà aux navires d'obtenir des relèvements précis d'une portée allant jusqu'à 88 milles marins (162,976 km).

## Modifications
En octobre 1928, du matériel de réfrigération est installé dans la cale numéro une du Niagara. Cela augmente sa capacité frigorifique de 450 tonnes, portant le total à 2 310 m3.
En août 1929, le Niagara reçoit une révision d'un mois à Sydney. Le puits de lumière en forme de dôme dans sa salle à manger de première classe est enlevé afin d'augmenter la surface de pont du salon de première classe, qui est situé immédiatement au-dessus de la salle à manger. Les cabines des passagers sont repeintes, redécorées, les tapis modifiés. Une grande partie de ses meubles est remplacée et le reste des chaises et fauteuils sont rembourrés.
En 1933, l'Aorangi, puis le Niagara, reçoivent leur révision biennale à Sydney. Le Monowai de l'Union Company doit remplacer chaque navire à tour de rôle. Le Niagara est retiré du service lorsqu'il arrive à Sydney le 14 août. De grandes sections de son pont sont réaménagées et du matériel pour projeter du cinéma sonore à bord est installé dans l'un de ses salons. Le Niagara revient en service à Sydney le 12 octobre comme prévu,. Le coût combiné de la révision des deux navires est de 60 000 £.

## Canadian–Australasian Line
En 1930, le Niagara effectue son centième aller-retour entre l'Australie, la Nouvelle-Zélande et le Canada,.

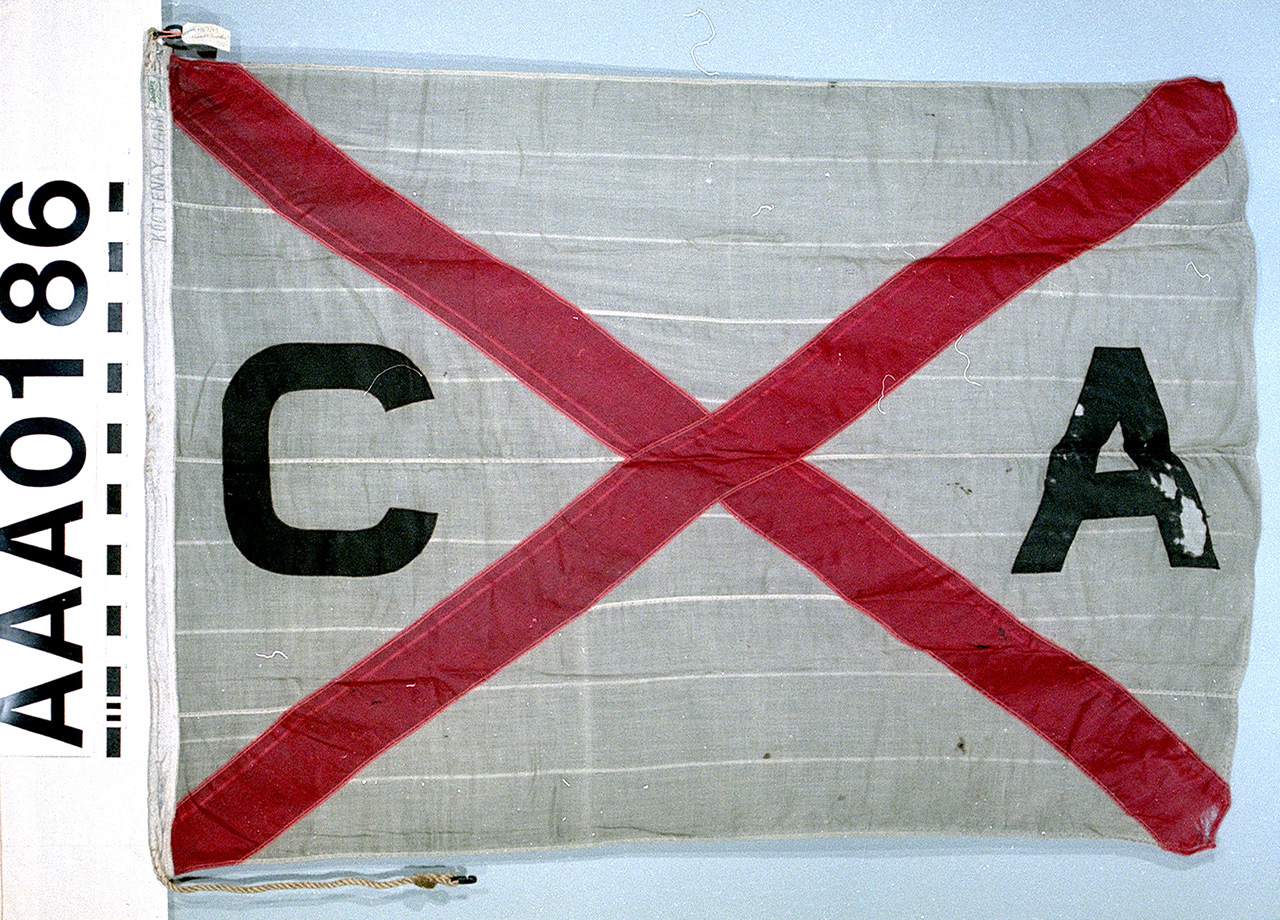
Drapeau de la Canadian–Australasian Line

En 1931, l'Union Company prévoit la concurrence de la Matson Line (États-Unis), qui a commandé deux nouveaux paquebots, le Mariposa et le Monterey, pour circuler entre la côte ouest des États-Unis et l'Australie via Hawaï, les Fidji et la Nouvelle-Zélande. Ils seraient plus rapides que le Niagara et l'Aorangi, et le gouvernement fédéral des États-Unis subventionne les navires américains à 10 $US par mile pour le transport de courrier, ce qui leur donne un avantage concurrentiel sur les navires britanniques et de l'Empire. En réponse, l'Union Company et la Canadian Pacific créent une nouvelle filiale en copropriété, la Canadian-Australasian Line, à laquelle l'Union Company transfère le Niagara et l'Aorangi.

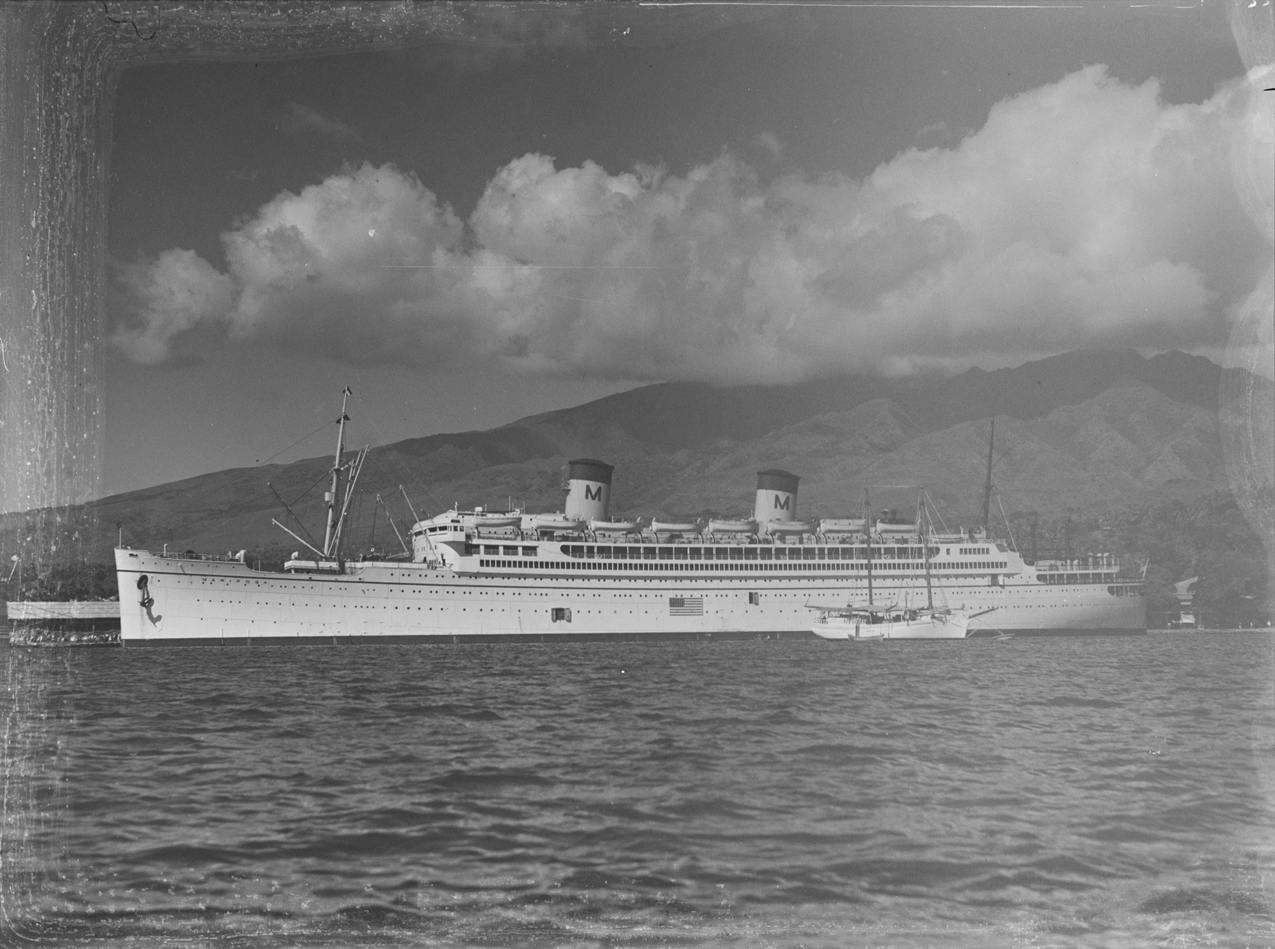
Le paquebot Mariposa de la Matson, qui avec son sister-ship le Monterey, concouru avec le Niagara et lAorangi à partir de 1932 entre Sydney, Auckland, Suva et Honolulu

En juin 1936, le gouvernement britannique charge un comité maritime impérial d'examiner la navigation marchande dans le Pacifique, y compris les problèmes causés par la concurrence américaine subventionnée. Le président de la Canadian Pacific, Sir Edward Beatty, sollicite l'appui des gouvernements du Royaume-Uni, du Canada, de l'Australie, de la Nouvelle-Zélande et des Fidji pour améliorer le service transpacifique de sa compagnie. Il propose une paire de deux paquebots de 22 000 tonneaux tjb et pouvant atteindre 22 nœuds (41 km/h) à un coût de 2,5 millions de livres sterling si les gouvernements subventionnent le service. P&O, qui possède l'Union Company, appuie la proposition. Le Comité maritime impérial reconnait le problème mais ne propose aucune solution.
En mai et juin 1937, une conférence impériale examine des questions telles que la navigation qui fait face à une concurrence japonaise croissante ainsi qu'à une concurrence subventionnée de la part des navires américains. Beatty réitère sa proposition de nouveaux paquebots de 22 000 tonneaux tjb pour remplacer le Niagara et l'Aorangi. Il y a espoir mais aucun accord n'est trouvé.
En 1938, le Niagara célèbre ses 25 ans de service. À ce moment-là, il a effectué environ 150 voyages aller-retour entre l'Australie, la Nouvelle-Zélande et le Canada.

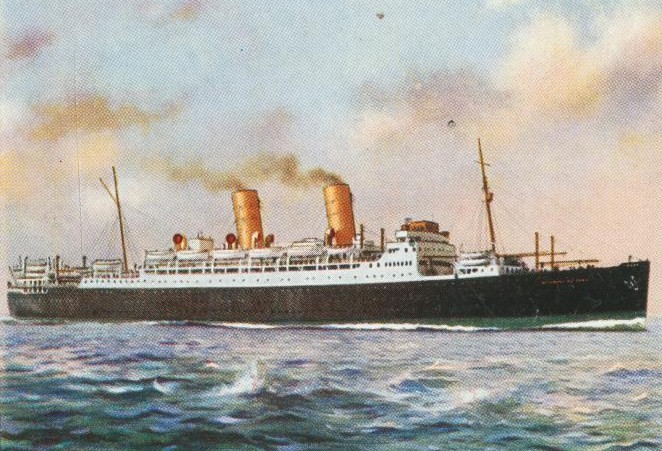
En 1939, le est proposé comme remplaçant possible du Niagara

En juillet 1939, Sir Edward Beatty déclare que le coût de la construction navale est désormais trop élevé pour que de nouveaux navires puissent être commandés pour la route transpacifique. Au lieu de cela, il propose que le paquebot Duchess of York (20 021 tonneaux tjb) de la Canadian Pacific, ou l'un de ses sister-ships, puisse être modifié pour un service transpacifique en remplacement du Niagara,.
Le 1er septembre 1939, la Seconde Guerre mondiale éclate. En octobre, la Canadian-Australasian Line introduit un supplément de guerre de 33% sur les tarifs des passagers. En janvier 1940, ce pourcentage est réduit de 15% pour encourager les voyages entre l'Australie et la Nouvelle-Zélande.

## Naufrage
Dans la nuit du 13 au 14 juin 1940, le croiseur auxiliaire allemand Orion pose un champ de 228 mines de contact à travers l'embouchure du golfe de Hauraki,, dans une tentative de bloquer Auckland, la capitale de la Nouvelle-Zélande et le plus grand port commercial. Pendant les quatre jours suivants, des navires entrent et sortent d'Auckland sans toucher aucune des mines.

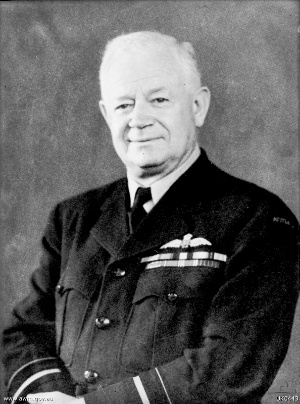
L'AVM Stanley Goble faisait partie des passagers sauvés du Niagara

Dans la nuit du 18 au 19 juin, le Niagara quitte Auckland. Il transporte des passagers dont le vice-maréchal de l'air de la RAAF, Stanley Goble, qui avec sa femme, est en route pour le Canada pour devenir officier de liaison pour l'armée de l'air à Ottawa. Sa cargaison comprend la moitié du stock total de munitions pour armes légères de la Nouvelle-Zélande. Il est envoyé via le Canada pour atténuer une pénurie due à l'évacuation de Dunkerque. Dans sa chambre forte, il transporte secrètement 590 lingots d'or d'Afrique du Sud, répartis dans 295 caisses et d'une valeur de 2 500 000 £. Il s'agit d'un paiement pour des munitions du Royaume-Uni aux États-Unis, alors neutres.
À 3 h 40 le 19 juin, la proue du Niagara heurte une des mines posées par l'Orion au large de Bream Head. L'explosion fait sauter le couvercle du panneau de l'écoutille et les montants de sa cale avant. Le couvercle est soufflé dans la mer, avec une automobile qui y était fixée comme cargaison de pont.
Le Niagara tire des fusées de détresse, son opérateur sans fil transmet un message de détresse et son équipage lance ses 18 canots de sauvetage. Tout le monde à bord abandonne avec succès le navire en 90 minutes, sans perte humaine et avec seulement quelques blessés légers. Les sources ne sont pas d'accord sur le nombre de personnes impliquées. Il y a 202 ou 203 membres d'équipage et 136, 146 ou 148 passagers,,,. L'évacuation est facilitée par le maintien de l'éclairage électrique.
La poupe de Niagara se lève hors de l'eau avant qu'il ne coule par sa proue à 5 h 32 sous 130 m d'eau de profondeur entre les îles Mokohinau et les îles Hen et Chicken. Son naufrage met fin à une carrière de 27 ans au cours de laquelle le Niagara aura effectué 162 allers-retours entre l'Australie, la Nouvelle-Zélande et le Canada et aura parcouru près de 2 500 000 milles marins (4 630 000 km).
À l'aube, les canots de sauvetage sont dispersés sur une superficie d'environ 2,6 km2 (1 mile carré). Peu après 8 heures, le croiseur HMNZS Achilles les aperçoit. Un avion tourne autour, puis à 10 h 30, une vedette rapide arrive et l'équipage indique aux équipages des canots de sauvetage dans quelle direction se diriger. Les canots de sauvetage naviguent jusqu'à ce que leurs occupants soient secourus par «un grand paquebot à proximité» qui a été détourné vers les lieux. En raison des conditions de secret de guerre, les reportages de l'époque ne révèlent pas qu'il s'agit du Wanganella, un liner de 9 576 tonneaux de la Huddart Parker qui faisait des traversées de la mer Tasman. Le caboteur Kapiti de la Northern Steamship Company et un certain nombre de vedettes transfèrent les survivants des canots de sauvetage à bord du Wanganella.
Le seul décès à bord du Niagara est, a priori, le chat de navire, un matou gris et blanc de cinq ans appelé Aussie. Sa mère avait été un chat de navire sur le Niagara avant lui, son père était un persan à Vancouver et Aussie était né à Suva. Aussie est mise dans l'un des canots de sauvetage lorsqu'on abandonne le Niagara mais elle saute à bord du navire. Quelques jours plus tard, des habitants de Horahora, Whangarei, affirment qu'un chat répondant à la description d'Aussie est arrivé à terre sur un morceau de bois flotté, et que l'un d'eux l'a recueilli mais le chat s'est échappé et n'a pas été revu depuis.

## Récupération de l'or
Le gouvernement britannique a un besoin urgent que l'or soit récupéré de l'épave. Cela avait déjà été fait. En 1917, deux mines allemandes avaient coulé le croiseur marchand armé Laurentic au large de l'Irlande. Il transportait 3 211 lingots d'or, dont la plupart ont été récupérés par des plongeurs de la Royal Navy entre 1917 et 1924. La quantité était de plus de 43 tonnes : soit cinq fois plus que ce que le Niagara transportait.
La profondeur n'est pas non plus sans précédent. En 1932, un entrepreneur italien, spécialisé dans le sauvetage, avait récupéré des souverains et des lingots d'argent d'une valeur de 1 million de livres sterling sur l'épave du paquebot Egypt, de la P&O, dans la Manche. L'Egypt se trouvait à une profondeur de 170 m (560 pieds), ce qui est encore plus profond que le Niagara.
Cependant, la profondeur à laquelle se trouve le Niagara est un grand défi, d'autant plus que l'épave est située dans un champ de mines. Les dragueurs de mines récupèrent trois mines après que le Niagara ait coulé, mais personne du côté allié ne sait combien l'Orion en a posées.

### 1941
La Royal Australian Navy rejette l'idée d'essayer de récupérer l'or mais la Banque d'Angleterre offre une commission de 27 000 £ plus 2,5% de la valeur de l'or récupéré. Un syndicat de Melbourne, en Australie, accepte l'offre. Le capitaine JP Williams, le capitaine J Herd et le plongeur en chef John Edwards Johnstone dirigent le syndicat. Celui se fait appeler soit l'United Salvage Syndicate ou l'United Salvage Proprietary Ltd.
Un ingénieur de Melbourne, David Isaacs, conçoit une cloche de plongée pour les récupérateurs. Une société de Castlemaine, appelée diversement Thompson's Engineering and Pipe Co ou Thompson's Foundry, construit la cloche dans des conditions de secret de guerre strictes. Elle est faite de bronze au manganèse et possède plusieurs petits hublots en verre de quartz, et est construite pour résister à la pression atteinte à 229 m de profondeur et pèse trois tonnes. Elle est cylindrique, avec un sommet en forme de bulbe, et juste assez grande pour qu'un homme puisse se tenir à l'intérieur.
Les récupérateurs obtiennent le droit d'utiliser le Claymore, un caboteur de 260 tonneaux tjb de la Northern Steamship Company, qui a été construit en 1902 et qui rouillait dans le port d'Auckland. Son moteur à vapeur n'est pas fiable, une pale d'hélice est manquante et sa coque a constamment besoin d'être réparée mais il semble être le seul navire disponible.
Le Claymore est équipé de la cloche et d'un grappin pour le convertir en navire de sauvetage. Les récupérateurs sont basés à Whangārei et commencent leurs opérations le 15 décembre 1940. Le Claymore cherche l'épave en traînant son ancre sur le fond marin. À deux reprises, elle touche des mines que l'Orion avait déposées. Heureusement, le bateau n'est pas endommagé et ne coule pas. La cloche attrape une fois le câble d'ancrage de l'une des mines. Le 2 février 1941, le Claymore trouve le Niagara.
Le Niagara est couché sur son côté bâbord. Les récupérateurs utilisent des explosifs pour tenter d'ouvrir sa coque mais avec peu de succès. Les récupérateurs utilisent ensuite le grappin pour ouvrir l'épave petit à petit. Un plongeur est abaissé dans la cloche pour observer le grappin. Il transmet des instructions par téléphone à l'opérateur du grappin à bord du Claymore. Les plongeurs sont John Johnstone et son frère William, qui à eux deux font 316 descentes jusqu'à l'épave. Finalement, l'équipage atteint la chambre forte du Niagara.
En octobre 1941, l'équipe de sauvetage utilise des explosifs pour ouvrir la porte de la chambre forte. Les deux premiers lingots d'or sont récupérés le 13 octobre. En décembre 1941, ils ont récupéré 555 des 590 lingots d'or. L'opération de sauvetage prend fin le 8 décembre, au lendemain de l'attaque japonaise sur Pearl Harbor.
La cloche est plus tard retournée à Castlemaine, peut-être au début des années 1980. Elle est aujourd'hui conservée et exposée dans le bâtiment historique du marché de Castlemaine.

### 1953
En 1953, Johnstone revient avec un navire de sauvetage différent et un équipement plus moderne. Le Foremost 17 a été construit en 1911 sous le nom de Port of London Authority No. 9, une marie-salope de 583 tonneaux tjb pour l'Autorité du Port de Londres. En 1925, l'APL le vend et son nouveau propriétaire le renomme Foremost 17. Il passe par plusieurs propriétaires privés, jusqu'à ce qu'en 1940, l'Amirauté l'achète et le convertisse en navire de sauvetage. En juin 1944, il est à Gold Beach où le port Mulberry B est construit pour alimenter l'invasion alliée de la Normandie. En 1947, l'Amirauté le vend à une compagnie britannique, la Risdon Beazley, et vers 1952, il est en Australie.
Le Foremost 17, comme le Claymore, est équipé d'une cloche de plongée à partir de laquelle on dirige le travail sur l'épave. Au lieu d'un grappin, le Foremost 17 possède ce que Johnstone appelle «l'homme de fer». C'est décrit comme un mécanisme qui possède des bras et des jambes robotiques qui peuvent marcher sur le fond marin en profondeur, ramassant des objets lourds. Il est actionné directement depuis la cloche, au lieu de se fier à un observateur transmettant des instructions à un opérateur en surface.
Le Foremost 17 trouve le Niagara le 16 avril 1953. Johnstone met fin à l'opération de sauvetage le 23 juillet, 30 des 35 lingots d'or restants ont été remontés. Cinq barres restent portées disparues.

## L'épave depuis 1953
Une loi néo-zélandaise adoptée en 1979 protège un câble de communication sous-marin qui passe près de l'épave. Cette loi interdit que tout navire s'ancre au-dessus de l'épave sans une autorisation spéciale.
En 1988, Keith Gordon, spécialiste du sauvetage maritime, provenant d'Albany, en Nouvelle-Zélande, explore l'épave avec un véhicule sous-marin télécommandé.
L'épave est devenue un récif artificiel, riche en vie marine. Depuis 1999, des plongeurs la visitent et l'explorent. Un cratère jonché de débris remplace désormais l'endroit où se trouvait la chambre forte.
Gordon récupère la cloche du Niagara en 2007.

### Environnement

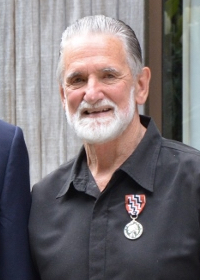
Wade Doak a décrit l'épave du Niagara comme une «bombe à retardement» environnementale

La capacité en mazout du Niagara est de 5 000 tonnes. La Maritime New Zealand dit ne pas savoir combien de mazout reste dans l'épave. Les articles de presse des années 2010 estiment différemment la quantité à 1 000 tonnes, 1 500 tonnes ou 4 200 tonnes.
Du mazout s'est échappé de l'épave depuis que le Niagara a coulé en 1940. Dans les années 1980, Keith Gordon a vu du pétrole s'échapper de l'épave et former une nappe de 15 km de long. Une autre fuite est photographiée en 2000, quand l'écologiste marin Wade Doak décrit l'épave comme une « bombe à retardement », menaçant les mangroves de Whangārei et la réserve naturelle des îles Hen and Chickens. En 2015, l'épave est décrite comme « saignant encore du mazout ».
La Maritime NZ dit que le pétrole restant est à l'état semi-solide en raison de la pression et de la basse température à cette profondeur. Cependant, l'épave se détériore et le réchauffement climatique augmente la température de la mer. Un nouveau plan d'urgence est créé en 2016 au cas où une grande quantité de mazout s'échapperait soudainement.
Les écologistes, y compris Doak, les experts en sauvetage et le politicien d'Auckland Mike Lee appellent à l'extraction du mazout de l'épave pour empêcher une telle catastrophe,. En 2017, Gordon estime qu'avec la technologie moderne, le mazout pourrait être extrait pour un coût d'environ 6 millions de dollars néo-zélandais. En 2018, une exposition d'art a lieu à Mangawhai Heads pour sensibiliser le public à la menace environnementale de l'épave.